# Sägebock (Käfer)
Der Sägebock (Prionus coriarius) oder auch Gerberbock ist eine Art aus der Familie der Bockkäfer (Cerambycidae).

## Eigenschaften des Käfers
Sägeböcke werden 18 bis 45 Millimeter lang. Der leicht glänzende Chitin-Panzer ist braun bis schwarzbraun gefärbt. Auf den Flügeldecken befinden sich je drei eher schwach ausgebildete Längsrillen. Der Halsschild trägt an jeder Seite drei deutlich ausgeprägte Zähne, während sich sowohl am Vorder- als auch am Hinterrand ein Saum gelber Haare befindet. Auffallend sind die langen und sehr kräftigen Fühler, die beim Männchen sehr stark, beim Weibchen etwas schwächer gesägt und auch dünner sind.

## Abgrenzung gegenüberMesoprionus besikanus
| Vergleich Sägebock (cor) und Mesoprionus besikanus (bes)                                                                                          |                                                  |
| |                                                  |
| Abb. 1: Fühler vom Sägebock (links ♀, Mitte ♂) und Mesoprionus besikanus (rechts), Fühlerglieder 1,2,... Ausschnitte: Vergleich Länge L zu Breite |                                                  |
| |                                                  |
| Abb. 2: Umriss der linken Seite des Halsschilds nach Jakowleff 1887                                                                               | Abb. 3: Hintertarsen 1,3 Nummer des Tarsenglieds |

In Südosteuropa überschneiden sich die Verbreitungsgebiete vom Sägebock Prionus coriarius und von Mesoprionus besikanus. Sie sind leicht zu verwechseln. Deswegen sind die wichtigsten Unterscheidungsmerkmale in Abb. 1 bis 3 zusammengestellt.
Beim Sägebock haben die Männchen Fühler aus 12 Gliedern, die Fühler der Weibchen haben nur elf Glieder, wobei das letzte Glied ziemlich lang ist (Abb. 1 links und Mitte). Bei Mesoprionus besikanus sind die Fühler in beiden Geschlechtern zwölfgliedrig.
Die Fühlerglieder sind im letzten Drittel beim Sägebock breiter als lang, bei Mesoprionus besikanus länger als breit (Abb. 1, die beiden Ausschnitte Mitte und rechts).
Beim Halsschild ist der vordere Zahn beim Sägebock weniger spitz als bei Mesoprionus besikanus, der zweite Zahn ist weniger weit abstehend und etwas mehr nach hinten gebogen, die Hinterecke ist weniger scharf als bei Mesoprionus besikanus (Abb. 2).
Das dritte Tarsenglied ist an allen Beinen beim Sägebock breit zweilappig, bei Mesoprionus besikanus sind an den Hinterbeinen die Lappen des dritten Tarsenglieds dagegen spitz endend (Abb. 3).

## Biologie
Die Käfer sind in Mitteleuropa recht weit verbreitet. Sie bewohnen alte Bäume in Laubwäldern, manchmal auch in Alleen.
Die nachtaktiven Tiere sind Einzelgänger, die während ihres Lebens als Käfer keinerlei Nahrung zu sich nehmen. Nachts fliegen sie zum Licht, wo man sie am häufigsten beobachten kann. Durch das Aneinanderreiben von Hinterbeinen und Flügeldecken können sie zirpende Töne erzeugen. Die bis zu sechs Zentimeter langen Larven leben, wenn sie noch jünger sind, unter der Rinde von Laubbäumen, seltener Nadelbäumen, wo sie sich vom Holz ernähren. Wenn sie ein bestimmtes Alter erreicht haben, übersiedeln sie ins Wurzelholz. Nach drei Jahren und insgesamt vierzehn Häutungen verpuppen sie sich. Aus der Puppe schlüpft der fertige Käfer.

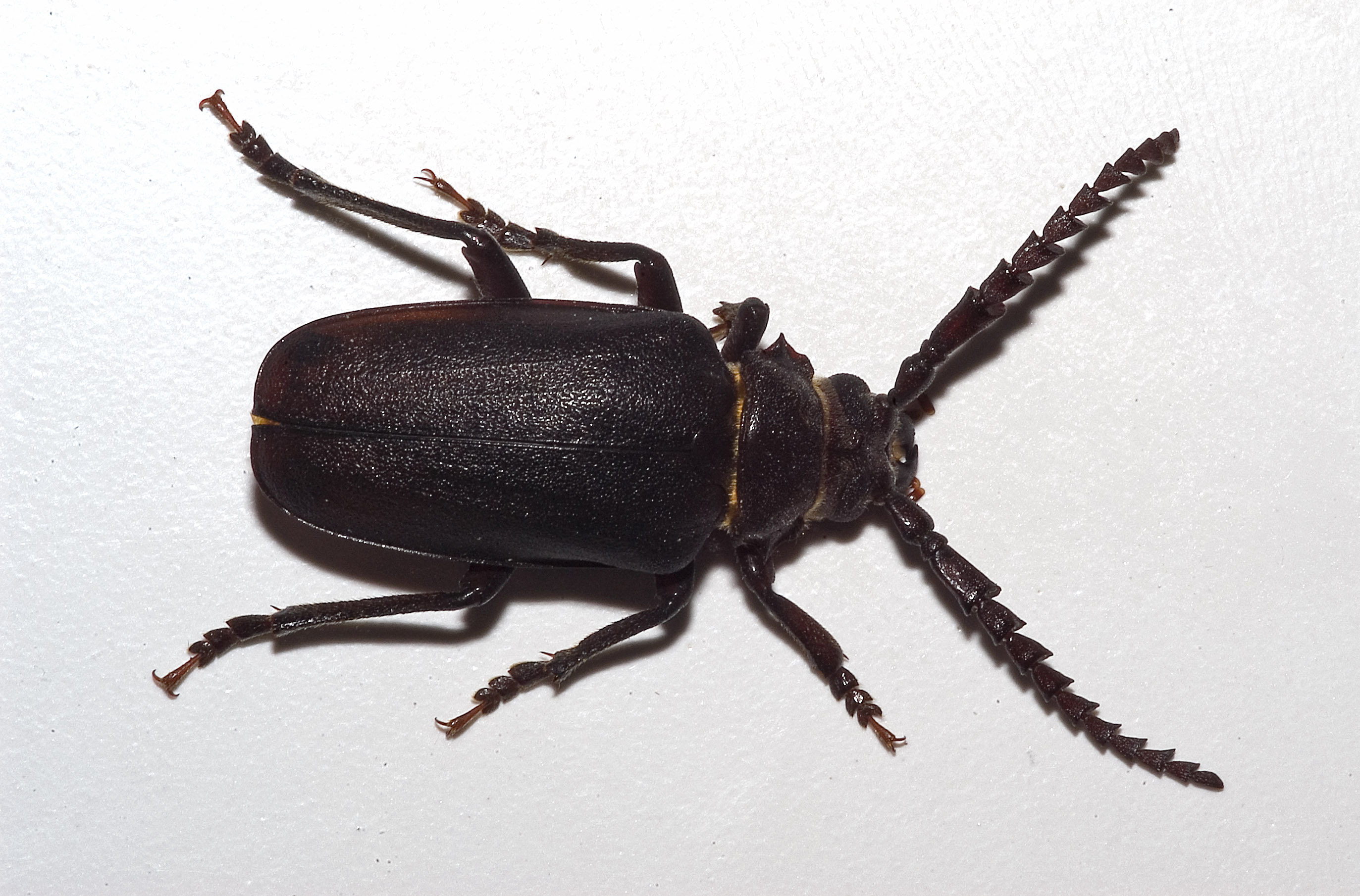
Männchen
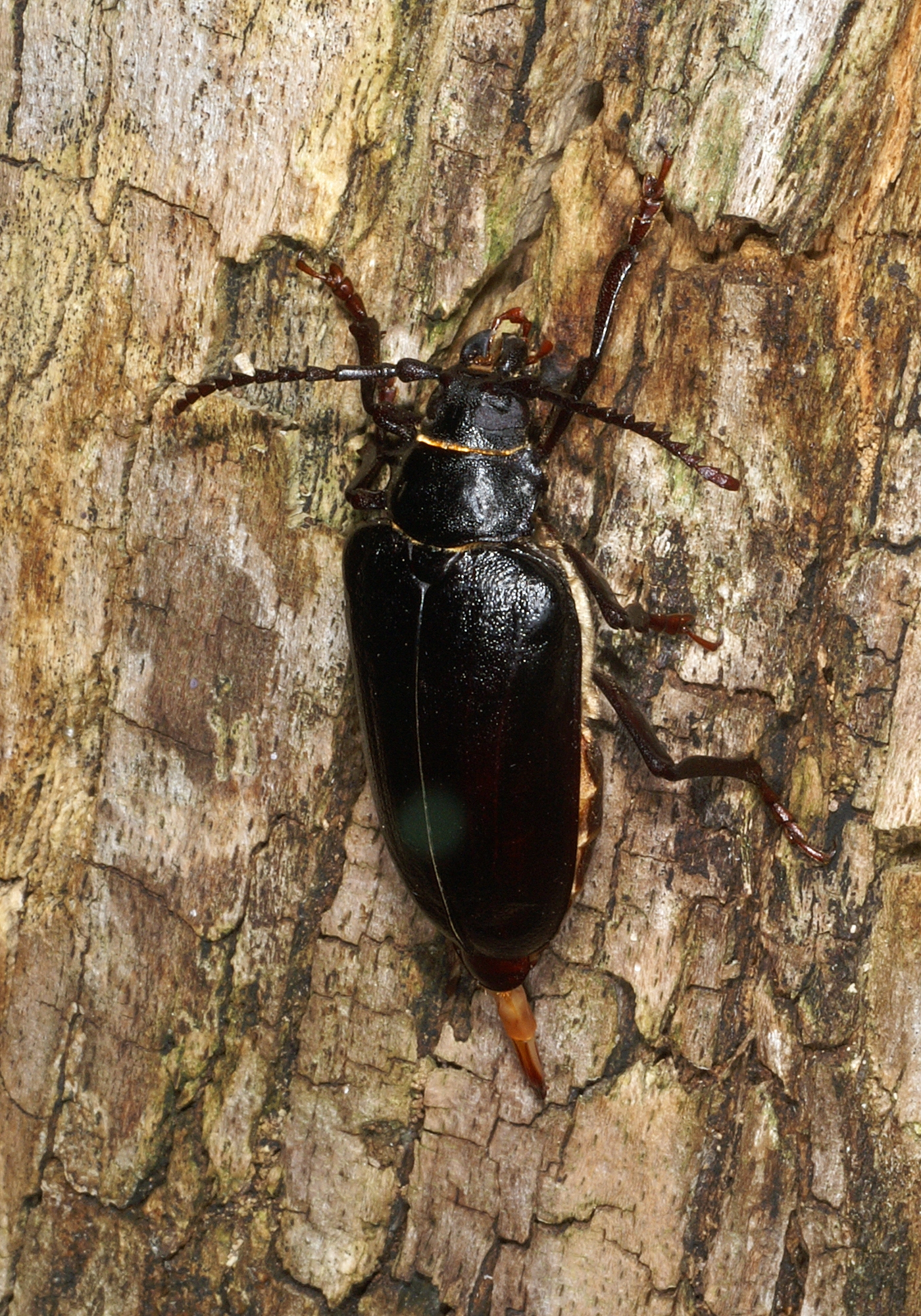
Weibchen
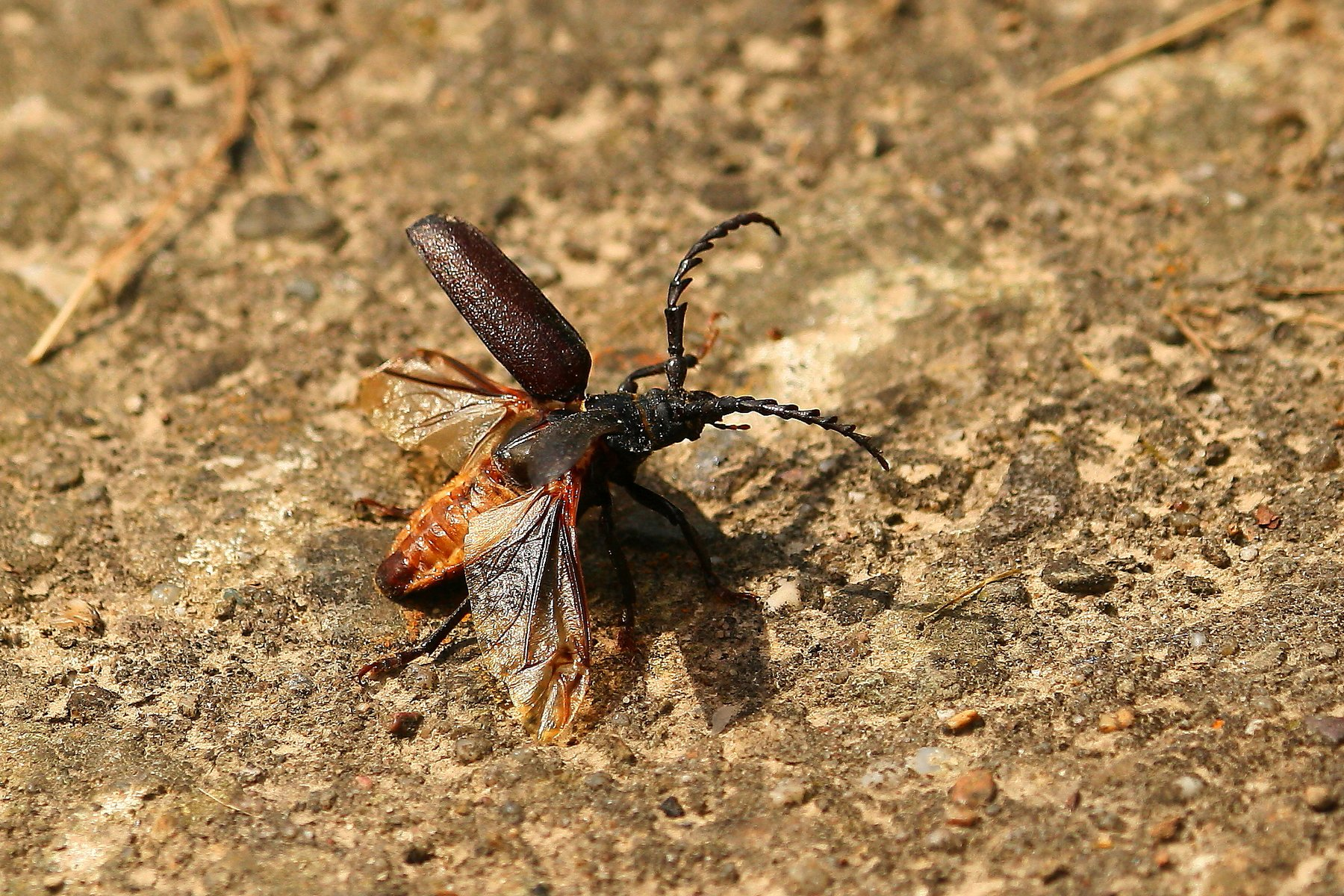
Sägebockmännchen beim Abflug